# Pristimantis eurydactylus
Pristimantis eurydactylus är en groddjursart som först beskrevs av Hedges och Andreas Schlüter 1992.  Pristimantis eurydactylus ingår i släktet Pristimantis och familjen Strabomantidae. IUCN kategoriserar arten globalt som livskraftig. Inga underarter finns listade i Catalogue of Life.